# Jean Nicolet

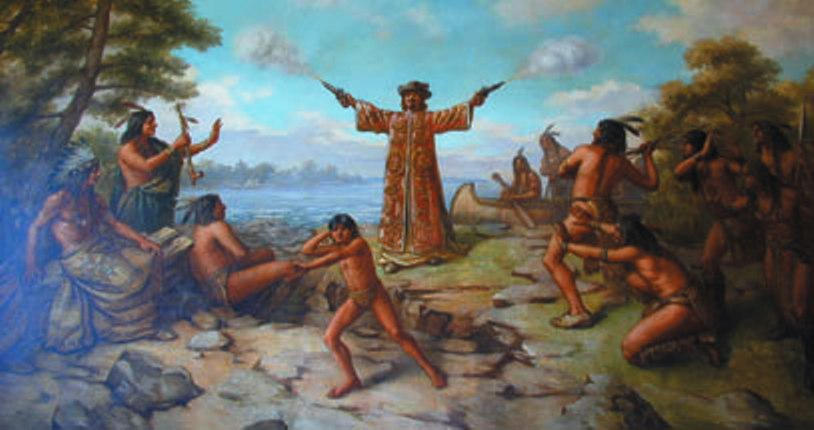
Jean Nicolet, ataviado con su túnica de damasco y sus dos pistolas, en un cuadro del obra de 1910 de Franz Rohrbeck (1852-1919).

Jean Nicolet (Nicollet) de Belleborne (Hainneville o Cherburgo, Coutances, Normandía, ca. 1598-ahogado en el río San Lorenzo en Sillery el 27 de octubre de 1642) fue un coureur des bois francés famoso por ser el primer hombre blanco que alcanzó las tierras del futuro estado de Wisconsin, la zona de la bahía de Green Bay. Fue también llamando sieur de Belleborne, del nombre que dio a su feudo en Sillery, claramente definido por dos arroyos que descienden de los cerros de Quebec (una parte de este feudo, que compartió con Olivier Le Tardif, forma parte ahora del Parc du Bois de Coulonge).

## Vida
Nicolet (Nicollet) nació en Hainneville o Cherburgo, en Coutances, Normandía, hijo de Thomas Nicollet —un «mensajero ordinario del rey entre Cherburgo y París» [«messager ordinaire du roy entre Cherbourg et Paris»]— y de Marguerite de la Mer.

### Llegada a Quebec
En 1618, a los 19 años, fue uno de los 28 hombres que se unieron a Samuel de Champlain para ir a la Nueva Francia. Pronto será viajante y «truchement» (intérprete en lenguas indígenas y embajador de buena voluntad) de la Compagnie des marchands de Rouen et de Saint-Malo, después Compagnie des Cent-Associés, un monopolio comercial propiedad de varios aristócratas franceses. Como empleado, Jean Nicolet era un devoto de la iglesia católica y un partidario fiel del Antiguo Régimen.
El año de su llegada, Champlain le encargó que visitase la isla Allumette, en el río Ottawa, que era entonces el punto de encuentro de la gran familia algonquina y una ubicación estratégica conocida por estar en la «ruta de comercio de pieles» («la route des fourrures»). Comenzó a vivir con los amerindios de la región, los algonquinos y wendat-hurones y se hizo apreciar y aprendió su idioma para convertirse, a partir de 1624, en un intérprete reconocido, un intermediario privilegiado entre los colonos venidos de Europa y los amerindios, que ya le concedían un prestigio real.

### Expatriación, matrimonio, paternidad y regreso a Quebec
El 19 de julio de 1629, los piratas bretones al servicio de Inglaterra, los hermanos Kirke de Dieppe, tomaron el puesto de Quebec, «en el nombre del rey inglés» («au nom du roi anglais»). Nicolet fue uno de los pocos franceses que permanecieron en Canadá, todos célibes, que se refugiaron en el interior con sus amigos hurones durante los años de ocupación. Nicolet creyó que la colonia estaba perdida para siempre. Ya tenía 32 años y vivió desde 1620 con los nipissing (de la familia algonquina). Estos, que le tenían en la más alta consideración, le adoptaron como uno de los suyos y le dieron una joven esposa (ca. 1630) —llamada Isabel Manitoukoue, una traducción al francés de «una mujer india de los nipissing»—, según los ritos del «Pays d'en Haut», en ausencia de sacerdote católico misionero. De esta unión, nació, hacia 1631, una hija natural, Euphrosine, también conocida como Madeleine Nicolet, quien, por dos matrimonios sucesivos, asegurará hasta el día de hoy una gran parte de la numerosa descendencia de Jean Nicolet.
En 1632, la Nueva Francia fue devuelta a Francia tras el Tratado de Saint Germain-en-Laye. Champlain regresó en 1633 y Nicolet volvió a Quebec con su hija, ya que la madre había muerto. La pequeña fue confiada al sedentario Olivier Le Tardif (truchement en Quebec y próximo a la costa de Beaupré, copropietario del feudo de Belleborne), que hará el papel de padrino, y fue apoyado por Marie Rollet, viuda de Louis Hébert, que acomodó felizmente a otras niñas indígenas.

### Misión diplomática y gran exploración
En julio de 1634, a petición de Champlain que deseaba, en nombre del rey de Francia, que cesasen los conflictos entre las tribus de los ottawa y los winnebagos con la esperanza de ampliar el comercio de pieles, Nicolet, acompañado por varios guías hurones y algunos pocos comerciantes, fue el primero en participar en la exploración de las tierras occidentales en dirección a un hipotético mar de la China. Así, descubrió por sus propios ojos las orillas del lago Hurón y el lago Míchigan, siendo el primer europeo que cruzó sus aguas. Desembarcó en la baie des Puants (literalmente, la «bahía de los Apestosos», en la actual Red Banks, cerca de la moderna ciudad de Green Bay), buscando un pasaje hacia oriente.
Allí conoció a la tribu de los menominees convirtiéndose en su amigo antes de continuar su ruta por un medio salvaje y hostil, a la búsqueda de los pacíficos winnebagos. Él, como muchos otros, sabía que la gente que vivía en esas orillas, los ho-chunk, uno de los grupos de los winnebago («pueblo de las aguas apestosas») eran conocidos como «el pueblo del mar», por lo que supuso que debían encontrarse cerca del océano Pacífico, lo que proporcionaría un contacto directo con China.
Nicolet se convirtió en el embajador ante la nación ho-chunk. Pensando en que llegaría a la ruta de Catay (es decir, de China), Nicolet llevaba, y vistió en ocasiones, una túnica de damasco de China, toda cubierta de flores y pájaros multicolores, lo que causó una gran impresión en sus anfitriones de los diversos pueblos encontrados. También llevaba dos pistolas, para demostrar que era poderoso, y los ho-chunk lo respetaban por ello. Allí convocó una asamblea donde se reunieron cuatro a cinco mil guerreros de las tribus de la región, traídos por los caciques que negociaron varios acuerdos. Con algunos guías ho-chunk, Nicolet remontó aguas arriba el río Fox y realizó un portaje al río Wisconsin. Luego viajó río abajo hasta que el curso comenzó a ampliarse. Tan seguro estaba de estar cerca de la costa que se detuvo y regresó a Quebec para informar de su descubrimiento, de haber encontrado un paso al «mar del Sur», sin saber que solamente había llegado al Alto Misisipí.

### Segundo matrimonio y reputación
El 7 de octubre de 1637, en la ciudad de Quebec, Jean Nicolet (reputado como célibe por los católicos) se casó con la joven Marguerite Couillard (de 11 años, nieta de Louis Hébert y Marie Rollet, nacida en agosto de 1626, en Quebec) que le dio dos hijos, un niño en 1639 (muerto a la edad de un año) y una hija en 1642, Marie-Marguerite Nicolet, quien se casó a los 14 años con Jean-Baptiste Le Gardeur de Repentigny, del que tendrá veinte niños (entre 1657 y 1684, el primero a los 15 años y el último a los 42 años), cinco de los cuales tuvieron descendencia.
Durante esos años, Jean Nicolet se comportó como un verdadero hombre de negocios, prestando grandes servicios a la colonia, debido a su dominio de las lenguas indígenas y a la confianza que las diversas tribus le demuestran.

### Muerte trágica
Después de haber pasado su vida en el agua sin saber nadar (!), Jean Nicolet murió trágicamente al ahogarse en el remolino de Sillery el 27 de octubre de 1642 en el río San Lorenzo, al haberse volcado su chalupa en una tormenta, mientras iba a petición expresa a Trois-Rivières para ahorrar tormentos a un preso iroqués. Su cuerpo nunca fue encontrado.
Tenía un hermano, Gilles Nicolet, sacerdote secular que trabajó en Nueva Francia desde 1635 hasta 1647.

## Reconocimientos
Hoy en día, Jean Nicolet es a menudo considerado en los Estados Unidos como «el padre de Wisconsin y de Míchigan Occidental».
Se nombraron en su honor varios lugares en las regiones en las que residió y exploró, como el Bosque Nacional Nicolet; dos ciudades una en Wisconsin y la otra en Quebec (Nicolet, de algo más de 7500 habitantes); un río Nicolet, en Quebec. Hay también varias escuelas que le honran ("École Secondaire Jean-Nicolet", en Trois-Rivieres, o la Nicolet High School, en el suburbio de Milwaukee), así como muchas calles, en especial una en Hainneville, de donde eran sus antepasados, en el departamento francés de la Mancha.
Una placa recuerda su memoria en Trois-Rivières, donde residió a menudo desde la fundación del puesto en 1634.
Una placa inaugurada en 1934, recuerda su memoria, en Nicolet Drive, al noreste de Green Bay. El servicio postal de los Estados Unidos honró su memoria mediante la emisión, en esa misma ciudad, el 7 de julio de 1934, de un sello con motivo de los 300 años de Wisconsin .
El lugar de desembarco de Nicolet en Red Banks es conmemorado por un mural en el Museo Público Neville, en la ciudad de Green Bay. Una estatua suya, la primera erigida en 1950, se encuentra ubicada en el Wequiock Falls County Park, a lo largo de la Wisconsin Highway 57, a unos 10 kilómetros al noreste de Green Bay y a apenas algo más de un kilómetro de donde se cree que desembarcó.